# ایزوتوپ‌های لیورموریوم
عنصر لیورموریوم عنصری مصنوعی است که فاقد ایزوتوپ پایدار است و در نتیجه جرم اتمی استانداردی برای آن تعریف نشده‌است. این عنصر دارای چهار ایزوتوپ از ۲۹۰Lv تا ۲۹۳Lv است که نخستین ایزوتوپ کشف شده ۲۹۳Lv بوده که در سال ۲۰۰۰ شناسایی شد. پایدارترین ایزوتوپ این عنصر ۲۹۳Lv با نیمه عمر ۵۳ میلی ثانیه است.

## جدول ایزوتوپ ها
| نماد  | Z(p) | N(n) | جرم ایزوتوپ (u) | نیمه عمر        | حالت واپاشی | ایزوتوپ دختر | اسپین هسته‌ای |
| ----- | ---- | ---- | --------------- | --------------- | ----------- | ------------ | ------------ |
| 290Lv | ۱۱۶  | ۱۷۴  | ۲۹۰٫۱۹۸۶۴(۷۱)#  | ۱۵(+۲۶-۶) ms    | α           | ۲۸۶Fl        | ۰+           |
| ۲۹۱Lv | ۱۱۶  | ۱۷۵  | ۲۹۱٫۲۰۱۰۸(۶۶)#  | ۶٫۳(+۱۱۶-۲۵) ms | α           | ۲۸۷Fl        |              |
| ۲۹۲Lv | ۱۱۶  | ۱۷۶  | ۲۹۲٫۲۰۱۷۴(۹۱)#  | ۱۸٫۰(+۱۶-۶) ms  | α           | 288Fl        | ۰+           |
| ۲۹۳Lv | ۱۱۶  | ۱۷۷  | ۲۹۳٫۲۰۴۴۹(۶۰)#  | ۵۳(+۶۲-۱۹) ms   | α           | ۲۸۹Fl        |              |

1. ↑  Not directly synthesized, created as decay product of 294Uuo